# Portail de Gandja
 (juillet 2022).
La mise en forme du texte ne suit pas les recommandations de Wikipédia : il faut le « wikifier ».
Les points d'amélioration suivants sont les cas les plus fréquents. Le détail des points à revoir est peut-être précisé sur la page de discussion.
- Les titres sont pré-formatés par le logiciel. Ils ne sont ni en capitales, ni en gras.
- Le texte ne doit pas être écrit en capitales (les noms de famille non plus), ni en gras, ni en italique, ni en « petit »…
- Le gras n'est utilisé que pour surligner le titre de l'article dans l'introduction, une seule fois.
- L'italique est rarement utilisé : mots en langue étrangère, titres d'œuvres, noms de bateaux, etc.
- Les citations ne sont pas en italique mais en corps de texte normal. Elles sont entourées par des guillemets français : « et ».
- Les listes à puces sont à éviter, des paragraphes rédigés étant largement préférés. Les tableaux sont à réserver à la présentation de données structurées (résultats, etc.).
- Les appels de note de bas de page (petits chiffres en exposant, introduits par l'outil «  Source ») sont à placer entre la fin de phrase et le point final[comme ça].
- Les liens internes (vers d'autres articles de Wikipédia) sont à choisir avec parcimonie. Créez des liens vers des articles approfondissant le sujet. Les termes génériques sans rapport avec le sujet sont à éviter, ainsi que les répétitions de liens vers un même terme.
- Les liens externes sont à placer uniquement dans une section « Liens externes », à la fin de l'article. Ces liens sont à choisir avec parcimonie suivant les règles définies. Si un lien sert de source à l'article, son insertion dans le texte est à faire par les notes de bas de page.
- La présentation des références doit suivre les conventions bibliographiques. Il est recommandé d'utiliser les modèles {{Ouvrage}}, {{Chapitre}}, {{Article}}, {{Lien web}} et/ou {{Bibliographie}}. Le mode d'édition visuel peut mettre en forme automatiquement les références.
- Insérer une infobox (cadre d'informations à droite) n'est pas obligatoire pour parachever la mise en page.

Pour une aide détaillée, merci de consulter Aide:Wikification.
Si vous pensez que ces points ont été résolus, vous pouvez retirer ce bandeau et améliorer la mise en forme d'un autre article.
Le portail de Gandja (en azéri : Gəncə qapısı) est l'une des trois portes principales de la forteresse de Choucha, celle située au nord, face à la ville de Gandja, les deux autres étant les portes d'Iravan et Agoglan. Il est mieux conservé que les murs et les tours de la forteresse.

## Histoire
Les trois portes principales de la forteresse de Choucha - Gandja, Iravan et Aghoghlan sont souvent mentionnées dans les sources historiques, et elles sont également mentionnées sur tous les plans généraux de Choucha établis au XIXe siècle. Par exemple, dans le numéro 25 du journal "Kavkaz", publié en 1871, il est écrit : "Dans les années 1860, ces portes ont joué un rôle important dans la vie publique de Choucha, comme en témoigne un article publié dans le journal Illustration, le portail de Gandja était destiné au passage des chariots". Depuis longtemps, les architectes ont cru que la connaissance de la ville commençait par ses murs de forteresse et que l'architecture de la ville était déterminée par les murs de la forteresse. Par conséquent, selon la solution architecturale et compositionnelle, le principal portail nord de la forteresse de Choucha ressemble à l'arc de la victoire. Une telle attitude envers la signification artistique des systèmes défensifs est typique de l'architecture de l'Azerbaïdjan, du Daghestan, de l'Arménie, de la Géorgie, de l'Asie centrale et de la Russie antique.
Dès le XVIIIe siècle, sous le règne de Panahali Khan, le portail est appelé Gandja ou Chilabord. La sortie de ce portail de la forteresse de Choucha reliait la ville à la ville de Gandja et à la région de Chilabord du Khanat du Karabakh. Après l'annexion du Khanat du Karabakh à l'Empire russe en 1805, en relation avec le changement de nom de Gandja en Elizavetpol (1804), il est renommé respectivement celui d'Elizavetpol.

## Description
Le portail a un arc brisé, qui a un cadre. La maçonnerie de l'arc associe des pierres de teintes claires et foncées. L'espace entre l'arc et sa charpente est remplie de maçonnerie à chevrons. Un mur de protection est construit devant la porte, qui protège la porte d'un accès direct. Le local qui servait à loger les gardes jouxtait la porte de l'intérieur. Sur la base des fragments survivants du mur supérieur, on suppose qu'il y avait autrefois une pièce au-dessus de la porte qui servait à protéger l'entrée elle-même. Une tour à deux niveaux jouxte la porte de l'ouest. La communication entre les niveaux se faisait par un trou dans le plafond du premier étage. Les murs de la tour sont percés de meurtrières.Les armes étaient conservées au deuxième niveau de la porte de Ganja. 
Pendant les années de domination soviétique, des travaux de restauration ont été effectués dans la partie nord de la forteresse de Choucha, ainsi qu'à la porte de Ganja.
Le visage architectural du portail de Nord est complété par une source voisine, conçue comme un auvent en pierre et recouverte d'une tente en pierre.
Pendant les années de domination soviétique, des travaux de restauration ont été effectués dans la partie nord de la forteresse de Choucha, ainsi qu'à la porte de Gandja.
En mars 2021, peu après le conflit armé, des travaux de conservation ont été effectués sur cette section du mur de la forteresse, et l'inscription « Şuşa » a été installée au-dessus de la porte.